# آبشار پالارووی
آبشار پالارووی (به انگلیسی: Palaruvi Falls) آبشاری است که در کرالا، هند واقع شده و ارتفاع کلی ریزشگاه آن ۹۱ متر (۲۹۹ فوت) است.